# La Folle de Chaillot
Pour les articles homonymes, voir Chaillot.
La Folle de Chaillot est une pièce de théâtre en deux actes, que Jean Giraudoux a écrite pendant l'Occupation et qui est l'une de ses œuvres les plus célèbres.

## Historique
La pièce La Folle de Chaillot est créée au Théâtre de l'Athénée le 22 décembre 1945, après la mort de Jean Giraudoux, par Louis Jouvet à son retour d'Amérique.  Le rôle principal (Aurélie, la folle de Chaillot) est alors interprété par Marguerite Moreno qui l'a inspiré, tandis que Jouvet joue le rôle du chiffonnier. La musique de scène est d'Henri Sauguet et les décors et costumes de Christian Bérard.
La pièce a paru aux éditions Grasset en 1946.
Cette pièce est tout à la fois folklorique, ethnologique, écologique, politique, poétique, antipsychiatrique et d'amour. Elle apparaît aujourd'hui comme une pièce prophétique[réf. nécessaire] : « Ce qu'on fait avec du pétrole. De la misère. De la guerre. De la laideur. Un monde misérable. » 
Cette pièce est depuis sa création souvent rejouée en France et dans de nombreux pays étrangers. Ont, entre autres actrices, joué le rôle principal : Edwige Feuillère, Annie Ducaux à la Comédie-Française, Madeleine Robinson, Judith Magre, Diane de Segonzac en 2012 ou Anny Duperey pour le centenaire de la Comédie des Champs-Élysées en 2013. À l'écran, Katharine Hepburn a interprété La Folle de Chaillot (The Madwoman of Chaillot), film de Bryan Forbes sorti en 1970. La pièce a été aussi adaptée en comédie musicale (Dear World, 1969) et en ballet (musique de Rodion Chtchedrine, chorégraphie de Gigi Caciuleanu pour Maïa Plissetskaïa à l'Espace Cardin, 1992).

## Argument
Le premier acte qui se déroule à la terrasse de Chez Francis, en bordure de Seine, oppose un groupe d'hommes d'affaires peu scrupuleux en quête d'argent et de pétrole à une comtesse excentrique. Soutenue par Irma la plongeuse et ses amis, la comtesse, Aurélie, mobilise les petites gens de Chaillot pour déjouer les plans criminels des deux hommes d'affaires.
Le second acte se passe dans un sous-sol de la rue de Chaillot qui est comme l'antre d'une sorcière, avec sa trappe… C'est le procès truculent des exploiteurs de l'humanité qui sont condamnés à disparaître — alors que  réapparaissent les bienfaiteurs des plantes et des animaux. Du moins dans l'imagination optimiste de la Folle : « Il suffit d'une femme de sens pour que la folie du monde sur elle se casse les dents ! »

## Distribution des rôles à la création

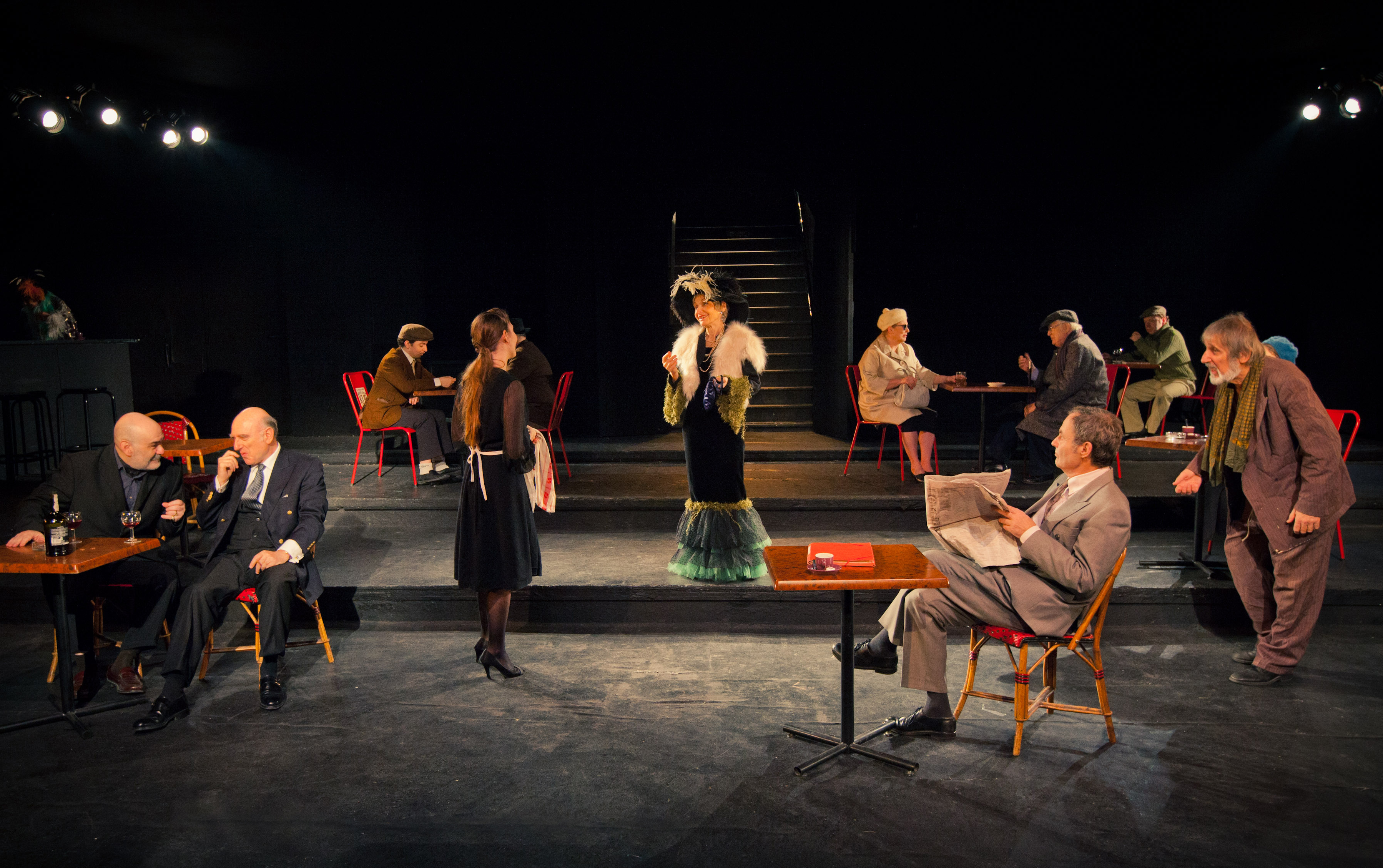
Représentation en 2012, mise en scène de Jean-Luc Jeener au Théâtre du Nord-Ouest.

- Marguerite Moreno : Aurélie, la folle de Chaillot
- Louis Jouvet : le chiffonnier
- Georges Baconnet : le garçon, Martial, un sale monsieur, l'égoutier
- Lucien Barjon : le chanteur
- André Berny : le jongleur
- René Besson : le chasseur
- Jean Bloch : un prospecteur, 1er groupe d'hommes
- Lucienne Bogaert : Joséphine, la folle de la Concorde
- Auguste Boverio : l'officier de santé, chef du 3e groupe d'hommes
- Fred Capel : le 2e Sergent de ville, un président de conseil d'administration
- Jean Carry : un représentant du peuple, 2e groupe d'hommes
- Jean Dalmain : le premier Sergent de ville, chef du 1er groupe d'hommes
- Michel Etcheverry : un représentant du peuple, chef du 2e groupe d'hommes
- Marc Eyraud : 2e groupe d'hommes
- Guy Favières : 1er syndic
- Sybille Gélin : la fleuriste
- Michel Grosse : un prospecteur, 1er groupe d'hommes
- Paul Grosse : un prospecteur, 1er groupe d'hommes
- Michel Herbault : Pierre
- Maurice Lagrenée : le prospecteur
- Léo Lapara : le coulissier
- Jean Le Maître : le sauveteur, un représentant du peuple, 2e groupe d'hommes
- Jacques Mauclair : un homme, 3e groupe d'hommes
- Marguerite Mayane : Constance, la folle de Passy
- Monique Mélinand : Irma la plongeuse
- Jacques Monod  : un représentant du peuple, 3e groupe d'hommes
- André Moralès : le marchand de lacets
- Félix Oudart : le Président
- René Pontet : un prospecteur, 1er groupe d'hommes
- Raymone : Gabrielle, la folle de Saint-Sulpice
- Martial Rèbe : le sourd-muet
- Paul Rieger : le directeur, 3e groupe d'hommes
- Georges Riquier : l'hurluberlu, un représentant du peuple
- Camille Rodrigue : la 1re dame
- Ray Roy : le Baron
- Hubert Rouchon : le Secrétaire Général, 2e groupe d'hommes
- Véra Silva : la 3e dame
- Wanda : la 2e dame